# 堀江一眞
堀江 一眞（ほりえ かずま、1976年7月23日 - ）は、日本の男性声優、舞台俳優。本名は堀江 秀尚。東京都出身。アクセント所属。日本芸術専門学校講師。旧芸名は堀江 光（ほりえ ひかる）。本名の堀江 秀尚で活動していた時期もある。

## 来歴

### 生い立ち
昔は歌手の母のプロ意識を見ており、子供の頃から歌は、「うかつに手を出しちゃいけない分野だ」と思っていた。小さい頃からピアノ、音楽を叩きこまれていたが、あまりやらされすぎて、幼稚園の頃に嫌いになったという。
昔から映画が好きで、幼い頃から映画を観る家庭環境だった。高校時代に『シンドラーのリスト』を友人と映画館に観に行き、「こんな幸せな時代に生まれた俺たちはもっとできることがある！」と言って男3人で泣きながら帰ったりしていたという。
小学校時代に転校が多く、転校生いじめのようなものに遭っていた。ただし一方的にいじめられる感じではなく、「何だこの野郎、転校は親の事情なんだからしょうがないだろ！」のように、歯向かっていくタイプであった。殴り合いばかりしており、けっこうアグレッシブだったという。小学校高学年の時に他校から転任してきた担任の教師が素敵な人で、その教師のおかげで少しずつ柔らかくなっていた。中学、高校時代では学級委員をやるタイプに変わり、高校進学後は友人も増え、ほんわかした空気を味わえるようになった。
母は学生時代は授業参観に来ておらず、反面教師な部分もあった。そのため、子供の頃は将来就くなら堅い仕事、公務員、サラリーマンなどがいいと思っていたという。
学生時代はスポーツが好きであり、小学校時代はサッカー、中学校時代は野球、高校時代はテニスと部活に一生懸命だった。当時は演劇には触れておらず、アニメも漫画も嫌いではないが、激烈に好きというわけでもなかった。

### 声優になるまで
高校3年生の秋くらいに受験する学校も決めていたが、クラスメートの女子が階段からの転落事故で死亡。その出来事に衝撃を受け、女子の通夜や葬儀に出ていた時には死ぬのが怖くなり、「人の命は突然終わるんだな」と思い、しばらく悶々としていた。漠然と「生きている自分とは何なのか」を考えて、それまでは「いつか」やりたいことが見つかると思い込んでいたが、「だって、俺も明日死ぬかもしれないぞ」、「いつしかその子が生きられなかった分、自分が精一杯生きることが彼女への最大の供養になるではないか」と思い、自分のやりたいことを探し始めた。
やりたいことはなかったことから、本を読み、進路に関する資料を読んでいくうちに、元々子供と触れ合うことが好きであり、小さい子にも親しまれるタイプだったことを思い出し、学校教師、保育士、声優を思い浮かび、最終的には声優を選ぶ。当初は親も担任の教師も猛反対で、職業としての声優という職業が結びつかなかったんだと語る。
その時に母に「僕、声優をやりたいんだけど」と話をしていた。母も、もう全然話にならないという感じで「お前がショックを受けて、そんなことを言い出した気持ちは分かるけど」と烈火の如く反対していた。その時に「今まで自分は、考えもせず生きてきた。確かにちょっと強引かも知れないけど、このタイミングで自分が動けないと将来に悔いを残すだろうから、大学はもちろん受けるけど、声優の学校もひとつだけ受けさせて欲しい」と言っていた。
大学受験は途中放棄せずに受験すること、母が芝居をしていた時期にお世話になった演出家の中村哮夫が、当時、青二塾で教えており、母が偶然戸田恵子とも共演したことがあり、戸田も当時は青二プロダクションに所属していたため、「青二塾だったらいい」と言われた。「青二塾がダメだったら、もう一回大学行きながら考えなさい」と言われたが、青二塾を受けることを許してくれただけでも嬉しかったという。大学と平行して青二塾を受けさせてもらったが、受験勉強に励んでいた大学は全部すべり、準備していなかった青二塾だけ合格した。
母からは「お前わざとじゃないだろうね？」と言われたが、両方本気でしていたところそういう結果になったため、「それでは晴れて声優への道まっしぐら！」とならなかったが、両親共から再度大学受験を促され、当時は死ぬ気でチャレンジモードに入る。その時に「もし可能ならば是非大学も受験させて欲しい！」ということで、俳優養成所生活と浪人生活の二重生活を始める。しかしあくまでも母の希望は大学と声優の養成所の両立であり、母も大学卒業後に歌手活動をしていたことから、「目標があるなら両立できるくらいのパワーがなければ、お前のやる気なんてウソだ」と言われた。それを聞いてカーッとなるタイプなため、平日の5日間は青二塾に通い、週1回は予備校に行って、日曜日に模試を受けるという休みなしの生活をしていた。
東京都立青山高等学校卒業後、青二プロダクションの附属俳優養成所青二塾に在籍し、俳優、声優としての研鑽を積む。青二塾での同期に野島健児、保村真がいて、ジュニアでの同期に前田愛がいた。
青二塾時代は終えても家に帰って勉強しなくてはならず、前述のクラスメートの死を引き摺ってもいたため、青二塾の同期からは「相当付き合いが悪い、暗いヤツだ」と思われていた。「一生懸命、今出来ることをストイックにやらなくちゃいけないんだ」といった思い込みのある、ヘンに硬派な子だったという。
青二塾時代は少し不良っぽいところがあり、ケチョンケチョンに言われるようになり、メチャクチャ怒られていた。当時は青二塾も相当厳しく、そういった面は自分も覚悟していた。時に非常に理不尽な叱りを受けていたところ、先生と生徒だという前に、男としての闘争本能が沸き上がってきた。その時に口では逆らわなくても、「おい、この野郎」と目で睨んでしまい、皆はおとなしく先生の言うことを頭を下げて黙って聞いていたが、堀江は突っ立ってぼーっとしていた。先生は「なかなか骨のあるヤツだ」と思っていた様子だったが、周囲からは浮いてしまい、熱心な生徒だったとは思うが、個性のほうが立ってしまった。周囲の生徒からは、普段は暗いがいざとなると堂々と反論してしまうため、「先生相手でも態度変わらないもんな……こいつが絡むとなんか大変だ」と思われていたようである。
先生も、「堀江は骨のあるヤツだ」と感じ、あえてそういう方法で可愛がっていたが、堀江本人は当時「何で俺だけ、こんないろいろ言われるんだろう」と思っていた。そんなことが重なっていたため、夏くらいにポロッと母の前で、「母さんの言う通り、俺、声優ダメかも知れない」と言ってしまった。その際、親が全く優しいタイプではないため、「ほら見たことか」、「何のために、声優になりたいと決心したのか思い出してごらんなさい。自分で決めたこともやり遂げることができないなんて、半端者だね、あんたは」と説教された。そんなことを言われカチンときたが「いや、ちょっと言っちゃっただけだから。全然、やってやるよ」と返答した。母からはほとんど褒めてもらったことがなく、全く認めてもらえなかったが、2011年時点では認めてくれるようになったという。
親が反対していたにもかかわらず、声優を選んでおり、養成所を経て声優の仕事をするようになってから、母の仕事の大変さ、つらさが分かるようになった。母も、「お前みたいな性格は向かない」、「親心的に堅い仕事に行って欲しい」ということは言っていたが、「それは自分がいろいろ大変さを経験したからなんだなぁ」と2011年時点で思ったという。
養成所の時も援助してくれたため、感謝はしていたが「いつ辞めてもいいんだからね！」とも言われていた。しかし「辞めようかな」のようなことを言うと、「何だ、弱音吐きやがって」と言われることもあり、どういうつもりなのか、分からなかったという。
そんなハードな日々を送っていくうちに、夏休み頃には第二希望であった「大学への道」は揺らぎ始めていた。その時、知り合いから「学長が外国人で、ベンチャー企業家を育成する大学があるんだって。これからの君にピッタリの大学じゃない？」と多摩大学の学長だったグレゴリー・クラークのインタビュー記事の切り抜きを渡されていた。この時、初めてベンチャー企業家の言葉自体を知ったことから、「何が『これからの自分にピッタリ』なのか？」と全く分からなかったが、その記事を目にした瞬間何故かビビッと来ていたという。ベンチャー企業家を調べ、職業としての声優が「個人事業主＝社長」という括りであることを調べ、知り合いが言っていた「これからの君にピッタリ」の意味合いを理解し、ここで初めて「多摩大学受験」一本化を決めた。
そういうふうに母が声優を断念しないように導いてくれたり、奮起したおかげで青二塾卒業後、プロダクションに上がることができ、多摩大学経営情報学部に合格し進学してプロの声優と大学生のまたも二重生活を始める。思い詰めていたため、両方合格と知った時には泣き、生まれて初めて、本気で自分のやりたいものを見つけて、チャレンジして上手くいった。その時の母も「いろいろあったけど、あんたよくやったね」と喜んでくれたという。
プロの仕事現場で「仕事の厳しさ」を体感し、多摩大学でアカデミックに学び、充実した生活を送ることが出来たことからそこからの日々はあっという間だったという。
仕事と勉強の両立でスケジュール的に大変なこともあったが、好きで選びしていることから全て納得済みだった。自分の中で、仕事現場で感じた問題意識を大学での勉強の場で取り上げてみたり、逆に大学で学んだことを、仕事現場で生かしたりというような前向きな流れまでもが自然に出来ていたという。
仕事の都合で大学の単位を落としたりしたこともあったが、養成所期間とは違う濃密さがあった。早くから仕事に触れていいたところ、大学で勉強しているのかも分かり、仕事で苦しいことがあった。大学での生活が気分転換になり、アルバイトもしたり、バスケットボールのサークルも所属したり、充実していたという。
学業のほうも一生懸命しており、学校の教師になりたいという夢も過去、あったわけだった。その時に「せっかく大学に入ったんだから、教職も取りたい」と思い、週末も大学に通っており、男子校で商業科の教育実習も行っていた。
そこで教師になるとしたら、経営、経済とか商業にまつわる教科を担当し、教壇に立ち、教師と触れ合う中で、生徒に物を教えるのは楽しく、生徒と触れ合うのも好きだが、その科目を担当することに情熱が持てるかというと、「やっぱり違うかな」と思った。教育実習は勉強になり、いい経験になったが、その時、「やはり自分は声優として頑張ろう」と改めて思ったという。
元々子供が好きで教育に関心があり、「外国では演劇の授業が教育プログラムに組み込まれていて、効果を発揮している。日本でも是非そうするべきだ！その導入として演劇ワークショップを広めることで、世の中の役に立てるのではないか？」というアイデアを持つようになったという。
そのアイデアを実行に移したく、当時レジャー産業経営論の授業で感銘を受けていた講師のゼミで、そのアイデアの実現に向け、仲間たちと共に研究に励むことになり、堀江自身が研究していた「演劇ワークショップ」に関して様々な意見を聞くことが出来た。逆に仲間が研究した様々なレジャー、例えばサッカー、水泳、競馬、映画、音楽、テーマパークビジネスとあらゆるジャンルのレジャーについても学ぶことが出来たという。
多摩大学での大学生活で一番印象的だったのはゼミ生活で、問題意識を取り上げ研究して、研究成果のプレゼンを続けて、最後に研究課題を卒業論文として纏め上げるまでの過程は、「本当に刺激的で楽しいものだった」と語る。また勉強したことは2006年時点も自分の中に息づいているという。

### デビュー後
初仕事はテレビのスポットCMのナレーションだった。
その後、結構長く角川書店の仕事でラジオCMをしており、角川作品に登場するキャラクターを演じたり、商品を紹介したりしていた。このことを、「意外と僕、ナレーションに向いていたのかな」と語る。新人時代に、映画のエキストラの特攻隊役として出演。オーディションに合格して、TBSテレビのアナウンサーのアシスタントとして約1年くらいショッピング番組に出演していた。色々な演技経験があり、しかるべきだと思っていたため、声の仕事だけではなく舞台、ミュージカル、映画の仕事にも出演していた。
初めての名前付きの役は2001年、『Cosmic Baton Girl コメットさん☆』の鹿島洋役となる。当時は大学生活も平行しており、そうでなくても好奇心が旺盛だったため、若い頃は落ち着きのない方だったかもしれないという。鹿島洋役に辿り着くまでに時間はかかってしまったという。
芝居のほうは、初心者レベルだったが、コメット役の前田亜季もアニメの声の演技には慣れておらず、監督からは「堀江さんの自然な感じが、亜季ちゃんの演技とマッチしていてとても良かったです」と言ってくれた。そこで監督に気に入ってもらい、この後も『出撃!マシンロボレスキュー』の出演が決まったという。
その当時、アニメを演じたいという欲求はあったが、全然、届かなった。このことを、もっとマネージャーとコミュニケーションを上手に取り、周囲と飲みニュケーションをしておけば、アピールする足がかりも作れたが、そういう事が考えられない真面目で不器用な性格だった。役に届かなかったのは、演技力がないだけで、「だからダメなんだ」と思い、「アニメの現場に入るためにも、どこか芝居を訓練できる場に行かなくては」と舞台、映画の活動をしていた。
徐々に映画に熱中し出したが、その頃、インターネットが普及し始めており、ネット上でインディーズ映画の募集をたくさん見かけるようになり、「それなら、自分がメインにしている声のお仕事にも影響がないだろう」と思った。尊敬しているベテランの声優は、舞台経験、俳優としての芝居の下地がしっかりあり、声優として成功している人物が多かったことから、「僕もそうしなきゃ」と思っていた。それで、舞台はそれなりに何年か学べたことから、次は映画だと思い、積極的にスケジュールの合間を縫って、1年に10作品くらい映画に出演していた。そうこうするうちに20代も後半になってきたため、最後のチャレンジということで「ハリウッドに1年ほど留学しようかな」と事務所に内緒で語学の勉強も始める。その時にお金も貯めて、国から補助金が出るような優秀な海外の俳優の学校に行こうと計画を立てていた。ハリウッドから帰国して来たら、少しはマシになり、使ってもらえるようになるだろうのような、「さぁ事務所に言うぞ！」と思っていた。その時にテレビアニメ『牙 -KIBA-』の出演が決まる。「アニメをやりたい」とは言ってたが、寝耳に水で、オーディションを受けたのは覚えており、一生懸命していたが、正直受かるとは思っていなかったという。
小学校時代からのサラリーマンの友人に「どうしよう俺、超留学する気満々だったんだけど」と相談して、行く学校も決めて、試験を受けるだけだったが、その友人が「お前さあ、どっちを取ってもいいけど、結局、留学してどうすんの？」と言っていた。そこで「留学して、そこで腕を磨いて戻ってきたらアニメで勝負するよ！」と答えていたところ、「じゃあ、もうお前、アニメに出るって結果が出せたんだから、留学しなくてもいいじゃん」と言われた。本末転倒だったことに気づき、留学するつもりだった話を事務所には全くしないで、「ありがとうございます、一生懸命やります」と返事をして、一件落着したという。『牙 -KIBA-』の出演が決まっていなかったら、留学後、予定では帰国後もアニメで勝負だったという。
その後、『牙 -KIBA-』で知り合ったスタッフが声を掛けてくれて、オーディションに呼んでもらい、『夏目友人帳』の出演が決まり、その時に『S・A〜スペシャル・エー〜』の出演も決まる。この2作品に出演したことで、神谷浩史、福山潤のすごい女性人気を知るようになり、「え、こんな世界だったんだ！？」と驚いていたという。
以前は青二プロダクション、GLove、ビーボ、ディーカラーに所属していた。2009年から2012年4月までロア健治とインディーズ音楽ユニットVerba-Rhythm（通称Vチーム）を結成し活動していた。
和楽器奏者の田中奈央一とタッグを組み、音楽朗読劇ユニット「声劇和楽団」を結成。日本古来のおとぎ話、民話、古典などをアレンジし、和楽器の音色に乗せて朗読劇を行うというもの。2013年から公演を行い、2019年時点で計7公演を行っている。

### 現在まで
2020年3月、自身の名義のYouTubeチャンネルを開設し、高岡ヒロシとのWebラジオ『地球規模で話そうか』を配信している。
音楽朗読ユニット「声劇和楽団」、音楽ユニット「JOHAKYU」などのYouTubeチャンネルにも取り組む。
2020年、別府久司と共に立ち上げた「オンライン声優ゼミ」にて専任講師を務める。また同年自身が立ち上げたオンラインサロン「ボイスアクターズギルド」にてファンや生徒とのコミュニケーション活動も行っている。
2021年9月よりFaniconにてファンコミュニティ「堀江一眞ゼミ」を開設。ファンクラブ活動も行っている。
講師として日本芸術専門学校「声優講座」、日本マンガ芸術学院「堀江ゼミ」などを受け持っている。
2022年、新たに立ち上げたユニット「Sustainable Pop（ステナブルポップ）」のメンバー桐山シオンとして活動を始める。YouTubeにてボイスドラマ、ラジオ、音楽活動を行なっている。

## 人物
役柄としては、『Cosmic Baton Girl コメットさん☆』の鹿島洋役以降、眼鏡役を演じることが増えたという。
『夏目友人帳』が放送された2008年あたりから、『遙かなる時空の中で 夢浮橋』の南斗星君役、『D.C. Girl's Symphony 〜ダ・カーポ〜 ガールズシンフォニー』の四之宮蒼役など女性向けゲームへの出演も増えたが、「僕で良ければ！」という感じで、演じていて楽しいという。
昔ほどはしなったが、ファミコン世代のため、ゲームは好きで、ゲームの収録は独特で、キャラクターとの1対1の対話が続くため、やりがいがあるという。台詞の量もすごく、収録が終えると、「大きな山を登り切った」のような感じがしているという。
『S・A〜スペシャル・エー〜』で初めて、キャラクターソングを歌った。その時に「あぁ、男でも歌を歌うんだ」のような芝居のことしか頭になかったため、そういう風潮を全然、気にしてなかったという。周囲にも、前田愛のように、以前から歌手活動している人物は知っていたが、それは歌も上手な特別な声優が「やることだ」と思っていたことから、「え、俺も歌うの？ 歌手じゃないし、歌の勉強はそんなには……」と感じだった。初キャラソンについては、「本職でもない歌をやるんだから、たくさん練習できる」と思っていた。その時にレコーディングの数日前、曲が手元に来ており、「これじゃあ、カラオケで歌うのと変わらないじゃないか」と思い驚いていた。
歌手の母の苦労を知っているため、限られた時間で一生懸命練習して、レコーディングしていたが、不満足だった。出来には納得いかず、この頃から歌も奮起するようになった。「声優が芝居をして歌も歌って、というのはミュージカルをやるのと同じノリなんだな」と思い、歌の勉強も始める。初キャラソンの時、母にアドバイスをもらおうとしていたが、ケチョンケチョンに言われるだけで、音楽から逃げていたため、歌の仕事が不思議だったという。
資格は高校教諭第一種免許、英語検定2級。
趣味はスキー、テニス、野球、バイク、WEBラジオ制作、ペット（猫）と遊ぶこと。
芸事に親しみのある家系であり、母は劇団四季に所属していたこともあったオペラ歌手。弟は映画監督の堀江慶。

## 出演
太字はメインキャラクター。

### テレビアニメ
1997年
- ドラゴンボールGT（男B）

2001年
- Cosmic Baton Girl コメットさん☆（鹿島洋）

2003年
- 出撃!マシンロボレスキュー（水道橋通）
- テニスの王子様（武蔵カイショウ）

2004年
- エルフェンリート（大森）
- 舞-HiME（倉内和也、カズヤ・クラウゼク）

2006年
- 牙 -KIBA-（ノア / ドルガー）
- 焼きたて!!ジャぱん（ギャラリー、観客、新人職人）

2007年
- Over Drive（観客）
- CLAYMORE（ガーク）
- 結界師（生徒）
- 魔人探偵脳噛ネウロ（堀口明）

2008年
- ケロロ軍曹（係員）
- S・A〜スペシャル・エー〜（辻竜）
- 夏目友人帳（2008年 - 2024年、田沼要） - 7シリーズ
- ネオ アンジェリーク Abyss（銀樹騎士、村人） - 2シリーズ
- PERSONA -trinity soul-
- ロザリオとバンパイア CAPU2（隠岐の不知火）

2009年
- アラド戦記〜スラップアップパーティー〜（マンジン）
- ヴァイス・サヴァイヴ（丞）
- シャングリ・ラ（親衛隊員）
- RIDEBACK -ライドバック-（尾形堅司）

2010年
- デュラララ!!（2010年 - 2016年、矢霧誠二、黄巾賊F、ブルースクウェア） - 4シリーズ

2011年
- イナズマイレブンGO（2011年 - 2013年、真帆路正） - 2シリーズ
- ドラゴンクライシス!（斎木 / 古森）
- FAIRY TAIL（2011年 - 2015年、ナディ、ラスティローズ） - 2シリーズ

2012年
- 松本零士「オズマ」（トム）

2013年
- アドリブアニメ研究所（播磨）

2014年
- 星刻の竜騎士（グレン・マクガイア）
- 旦那が何を言っているかわからない件（忠）

2016年
- SERVAMP-サーヴァンプ-（スノウリリイ）

2018年
- 実験品家族 -クリーチャーズ・ファミリー・デイズ-（熊懐冬〈大家さん〉）

2019年
- 名探偵コナン（犬山二之助）
- PSYCHO-PASS サイコパス 3（与根原巧）

2020年
- カードファイト!! ヴァンガード（店員）
- 土下座で頼んでみた（天の声、マネージャー、土下譲治）

2021年
- オルタンシア・サーガ（アレクシ・バルデブロン）

### 劇場アニメ
- 鉄コン筋クリート（2006年、宝町の皆さん）
- 劇場版 SERVAMP-サーヴァンプ- -Alice in the Garden-（2018年、スノウリリイ[29]）
- 劇場版 夏目友人帳（2018年 - 2021年、田沼要[30][31]） - 2作品

### OVA
2006年
- CLUSTER EDGE Secret Episode（クラスター生徒）
- 舞-乙HiME Zwei（カズヤ・クラウゼク）

2010年
- YEBISUセレブリティーズ（藤波はるか）
- 足洗邸の住人たち。（須美津義鷹）
- グラール騎士団 Evoked THE Beginning Black（レグルス）

2013年
- 夏目友人帳 新作アニメDVD（田沼要）※「LaLa」2013年8 - 10月号・「LaLa DX」2013年9月号全員サービス

2014年
- 夏目友人帳 いつかゆきのひに（田沼要）

2021年
- 土下座で頼んでみた（天の声）

### Webアニメ
- 超游世界（2017年、ケイカン[34]）

### ゲーム
1997年
- シャイニング・フォースIII シナリオ1 王都の巨神
- Hop Step あいどる☆（相原真琴）
- ラングリッサーIV（フレデリック王子）

1998年
- シャイニング・フォースIII シナリオ2 狙われた神子
- シャイニング・フォースIII シナリオ3 氷壁の邪神宮

2001年
- ミッシングブルー（朝武太一）

2006年
- マーメイドプリズム（シェイド）

2007年
- アガレスト戦記（ラディウス）
- ウィル・オ・ウィスプ（アーヴィン）
- がくえんゆーとぴあ まなびストレート! キラキラ☆Happy Festa（神主 他）
- 召喚少女 〜ElementalGirl Calling〜（クリス）

2008年
- ウィル・オ・ウィスプ 〜イースターの奇跡〜（アーヴィン）
- D.C. Girl's Symphony 〜ダ・カーポ〜 ガールズシンフォニー（四之宮蒼）
- 遙かなる時空の中で 夢浮橋（南斗星君）
- Real Rode（マキシ）

2009年
- ウィル・オ・ウィスプ DS（アーヴィン）
- ウィル・オ・ウィスプ ポータブル（アーヴィン）
- STEAL!（楠本興）
- デス・コネクション（ヨシュア）

2010年
- 維新恋華 龍馬外伝（望月亀弥太）
- D.C. Girl's Symphony Pocket 〜ダ・カーポ〜 ガールズシンフォニーポケット（四之宮蒼）
- デュラララ!! 3way standoff（矢霧誠二）

2011年
- イナズマイレブンGO（2011年 - 2013年、真帆路正）- 3作品
- デス・コネクション ポータブル（ヨシュア）

2012年
- イナズマイレブンGO ストライカーズ2013（真帆路正）

2013年
- ARMORED CORE VERDICT DAY（財団）

2015年
- オルタンシア・サーガ -蒼の騎士団-
- デュラララ!! Relay（矢霧誠二）
- イケメン幕末◆運命の恋〜華の都と恋の乱〜（徳川慶喜）

2016年
- シノビナイトメア（ドウマン）

2017年
- イケメンヴァンパイア◆偉人たちと恋の誘惑（サン・ジェルマン伯爵）
- League of Angels II - リーグオブエンジェルズ2（ルーカス、ウォッカー、主人公男）
- メギド72（2017年 - 2023年、ロノウェ、カイム）

2018年
- サガ スカーレット グレイス 緋色の野望（サビット）
- したてたて!

2019年
- ワンダーグラビティ 〜ピノと重力使い〜（ヴァレント）

2021年
- 魔界戦記ディスガイア6（魔王イヴァール）

2023年
- やまとまほろば地魂これくしょん（紀伊）※ブラウザゲーム

2025年
- みんなのGOLF WORLD（ヒュー）

### ドラマCD
- アニメイト・コンシェルジュ Voice Section I（紅城ルチル）
  - アニメイト・コンシェルジュ MINI Voice Section I 特訓編
- 神々の午睡（勇芬〈ユーフン〉）
- グラール騎士団 シリーズ（レグルス） 
  - グラール騎士団 Quatre Saisons 10月の時計塔
  - グラール騎士団 Quatre Saisons 1月の雪吹雪
  - グラール騎士団 Quatre Saisons 4月の零れ桜
  - グラール騎士団 Quatre Saisons そして7月の時計塔
  - グラール騎士団 復讐するは彼にあり ※コミックマーケット78限定販売
- この醜くも美しい世界
- SERVAMP-サーヴァンプ-（スノウリリイ[45]）
- ドラマCD ジーンのいじわる（ナレーション[46]）
- S・A〜スペシャル・エー〜 ドラマCD1 - 2（辻竜）
- 聖痕のクェイサー（フール）
- Danza plus COPPERS（アーロン）
  - Danza PLUS COPPERS2 COPPERS
- 夏目友人帳（田沼要）
- 遙かなる時空の中で 夢浮橋 Special 〜天花の虹〜（南斗星君）
- 帽子屋エリプシス（莉茉）
- ポーの一族 エドガーとアラン篇（ロビン・カー[47]）
- ぼくたちと駐在さんの700日戦争 Part.1 - 3（千葉）
- マーメイドプリズム 8 Farben（シェイド）
- 闇の皇太子 宿命の兄弟（朱雀華）
- LUNAR: シルバースターストーリー LUNATIC FESTA Vol.4（魔族1）

### BLCD
- 愛と仁義に生きるのさ（青柳義巳）
- 吸血鬼と愉快な仲間たち2 （室井郁巳）
- 恋が始まるケモノ耳（ハル）
- ステイゴールド♡ 〜恋のレッスンAtoZ〜（直人）
- STEAL! シリーズ（楠本興） 
  - Drama CD STEAL! 1st.mission
  - Drama CD STEAL! 2nd.mission
- センチメンタルガーデンラバー（篠田）
- タッチ・ミー・アゲイン（立見恒夫、藤木）
- 罪 シリーズ（天野陽）
  - 原罪
  - 贖罪
- Punch↑ 2（西賀勝利）
- 瞳をすまして（セイ）
- 魔彼 MAKARE魔〜は来たりて彼を堕とす〜第3巻 地編 「Vollerei」（八坂太一）
- 雪よ林檎の香のごとく（結城志緒）

### デジタルコミック
- うちの上司は見た目がいい（2021年、速水一言[48]）
- ミケちゃんとやすらぎさん（2022年、やすらぎさん[49]）
- 母がしんどい（2022年、父、太郎[50]）
- 身代わり婚約者なのに、銀狼陛下がどうしても離してくれません!（2023年、サイラス[51]）
- 勇者の俺様が魔導士なんかに!（2023年、サイ[52]）

### 吹き替え

#### 担当俳優
ニック・ジョナス
- キャンプ・ロック（ネイト）
- キャンプ・ロック2 ファイナル・ジャム（ネイト）
- シークレット・アイドル ハンナ・モンタナ（本人役）
- ジョナス（ニック・ルーカス）
- ジョナス in L.A.（ニック・ルーカス）
- ジョナス・ブラザーズ ドリーム・バックステージ（本人役）
- スクリーム・クイーンズ（ブーン・クレメンス）
- SMASH（ライル・ウエスト）

#### 映画
- 操作された都市（クォン〈チ・チャンウク〉）
- ドラゴン・フォー 秘密の特殊捜査官/隠密（冷血〈ダン・チャオ〉）
- ドラゴン・フォー2 秘密の特殊捜査官/陰謀（冷血〈ダン・チャオ〉）
- ドラゴン・フォー3 秘密の特殊捜査官/最後の戦い（冷血〈ダン・チャオ〉）
- 人魚姫（リウ・シュエン〈ダン・チャオ〉）
- ノーザン・リミット・ライン 南北海戦（ユン・ヨンハ〈キム・ムヨル〉）
- ハリー・ポッターと炎のゴブレット
- ハンコック（医師）

#### テレビドラマ
- iCarly
- ウェディング（ユン書記官）
- オーファン・ブラック 暴走遺伝子（ポール〈ディラン・ブルース〉）
- 後宮の涙（高湛〈チェン・シャオ〉）
- 朝鮮ガンマン
- 僕らのイケメン青果店（ハン・テヤン〈チ・チャンウク〉）
- マイガール（ジンギュ）
- ミディアム4 霊能者アリソン・デュボア #2
- REIGN/クイーン・メアリー（フランソワ〈トビー・レグボ〉）
- ワン・トゥリー・ヒル（チェース）

#### アニメ
- カーズ（ジュニア）
- 冬のソナタ アニメ版（キム・サンヒョク）
- メガマインド

### 映画
- ハルキWebシネマ Vol.1 ネオホラーシリーズ（孝）
- はじまりの場所（迅）

### ナレーション
- 中国からやってきた高校生

### 実写
- ぼいすた!（BS-TBS、2011年9月17日、第25回ゲスト）
- ライブビデオ ネオロマンス♥フェスタ 〜遙か十年祭〜
- 春空・そよ風・オトメイロ D.C. Girl's Symphony Pocket 君と過ごす休日

### 朗読劇
- リーディングシアター『ホス探へようこそ FINAL』（2012年1月7日・8日） - 小林行 役
- 江戸川乱歩朗読劇『幻調乱歩大系』（2025年3月6日 - 9日）[53]

### ラジオ
※はインターネット配信。
- ラジオ 夏目友人帳 〜秋ノ章〜（2008年、音泉※）
- ダ・カーポ 〜 GS RADIO 〜（2008年 - 2009年、ニコニコアニメチャンネル※・ランティスWebラジオ※
- アリス×クロスラジオ カードの国のアリス（2009年 - 2010年、HiBiKi Radio Station※）
- Radio Girl's Symphony（2009年 - 2010年、HiBiKi Radio Station※）
- ラジオ 夏目友人帳 〜新・秋ノ章〜（2011年、音泉※）
- ラジオ「劇場版 夏目友人帳 〜うつせみの章〜」（2018年、音泉※）[54]
- 地球規模で話そうか（2020年 - 、YouTube※）

### 音楽CD

#### キャラクターソング
- S・A〜スペシャル・エー〜 EDテーマ
  - 「陽だまりのゲート」（滝島彗、狩野宙、山本純、辻竜）
- S・A〜スペシャル・エー〜 新OPテーマ
  - 「Gorgeous 4U」（滝島彗、狩野宙、山本純、辻竜）
- S・A〜スペシャル・エー〜 キャラクターミニアルバム 純・芽・竜
  - 「手をつないだら」（辻竜）
  - 「陽だまりのゲート」竜Ver.（辻竜）
- グラール騎士団 デビューミニアルバム「signal」収録
  - 「Sanctuary」（Legrus × 堀江一眞）
- D.C. Girl's Symphony 〜ダ・カーポ〜 ガールズシンフォニー Side Girls Complete Disc（四之宮蒼）
  - 「Cherry's Magic & Love」（四之宮兄弟）
  - 「INORI」（四之宮蒼）
- デス・コネクション キャラクターソングアルバム
  - 「束縛の蒼い炎」（ヨシュア）
- 遙かなる時空の中で 夢浮橋 Special 〜天花の虹〜
  - 「真理とは壮麗なる虹秤」（北斗星君、南斗星君）
- キャラクターCD「SERVAMP-サーヴァンプ-」 Vol.2 御園＆スノウリリイ
  - 「約束 〜Not Fragile Love〜」（有栖院御園、スノウリリイ）
  - 「約束 〜Not Fragile Love〜 スノウリリイソロver.」（スノウリリイ）

#### G.Addict
G.Addict
- デビューミニアルバム
  - 「signal」
- 1stシングル
  - 「everlasting note」
- 2ndシングル
  - 「monochrome/prism」
- 1stアルバム
  - 「HIGH-END」

### ラジオCD
- DJCD「ママチャリと駐在さんのぼくちゅうラジオ!」（ゲスト）
- Radio Girl's Symphony 〜君へ贈るラブレター〜